# No Kum-sok
Kenneth H. Rowe, nato No Kum-sok (Sinhŭng, 10 gennaio 1932 – Daytona Beach, 26 dicembre 2022), è stato un aviatore nordcoreano naturalizzato statunitense, noto per aver disertato dalle Forze Aeree della Corea del Nord poche settimane dopo la fine della guerra di Corea, raggiungendo la Corea del Sud a bordo di un Mikoyan-Gurevich MiG-15.

## Biografia

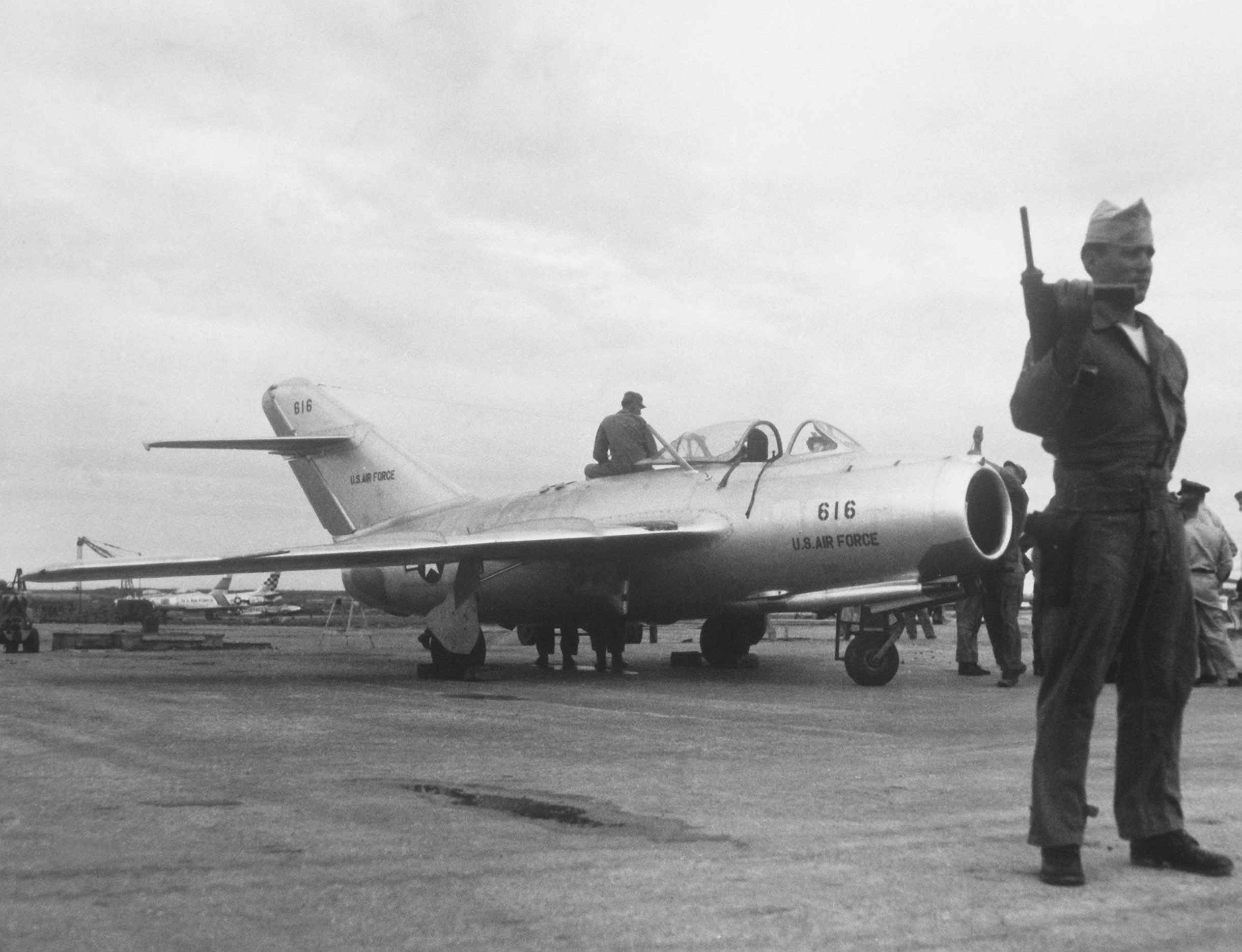
Il velivolo usato da No Kum-sok per fuggire, ridipinto con le insegne statunitensi.

La mattina del 21 settembre 1953 No Kum-sok decollò da Sunan-guyok, nei dintorni di Pyongyang, a bordo del suo Mikoyan-Gurevich MiG-15, con l'intento di disertare dalle forze aeree nordcoreane. Dopo un volo di 17 minuti alla velocità media di 1000 km/h (620 mph) atterrò nella base aerea di Gimpo, in Corea del Sud. Il suo MiG-15 non fu intercettato dalle forze statunitensi poiché i loro radar erano temporaneamente spenti, in attesa della manutenzione ordinaria. Durante l'atterraggio, Kum-sok per poco non si scontrò con un North American F-86 Sabre condotto dal capitano Dave William, che stava atterrando nello stesso momento nella direzione opposta e alla vista del velivolo nemico diede l'allarme alla radio urlando "C'è un dannato MiG!" (It's a goddamn MiG!).
Dopo aver parcheggiato il suo velivolo, No Kum-sok scese a terra e per dimostrare di non essere un elemento ostile cominciò a strappare a pezzi una foto di Kim Il-sung da lui scattata.
Per essere stato il primo pilota di un paese comunista ad aver attuato una defezione, Kum-sok ottenne una ricompensa di $100.000 (equivalenti a 890.831 dollari nel 2014), nonostante la contrarietà del presidente statunitense Dwight Eisenhower. La sua fuga consentì inoltre alle forze armate statunitensi di conoscere approfonditamente il MiG-15, all'epoca uno dei caccia di fabbricazione sovietica più avanzati: il velivolo di No Kum-sok, ripellicolato con le insegne dell'aviazione USA e re-immatricolato col numero 616, venne tra gli altri testato dagli assi James Jabara e da Chuck Yeager (autore nel 1947 del primo volo supersonico della storia).
Nel 1954, No emigrò negli Stati Uniti, cambiando il proprio nome in Kenneth H. Rowe e ricongiungendosi con la madre, che aveva lasciato la Corea nel 1951. In seguito si sposò con una donna nordcoreana emigrata da Kaesŏng, da cui ebbe due figli maschi e una femmina. Inoltre, si laureò in ingegneria meccanica ed elettrica all'Università del Delaware, lavorando come ingegnere aeronautico per importanti aziende, come Boeing, Pan Am e General Motors. Nel 1970 scoprì che il suo migliore amico, Kun Soo Sung, era stato giustiziato assieme ad altri quattro piloti mentre tentava la defezione. Nel 1996 scrisse e pubblicò la sua autobiografia, A MiG-15 to Freedom.